# Лая (гевог)
Лая (ལ་ཡ།) — гевог в Бутане в дзонгхаге Гаса, расположенный вверх по реке Мо-Чу на север от Гаса-дзонга, к которому относится несколько поселений, сосредоточенных неподалёку. С севера подходит к Большому Гималайскому хребту (под горой Масаганг высотой 7165 м), который разграничивает Бутан с Тибетом. Гевог населяет народность лаяп, численность которой в Бутане составляет около 800 человек. Они говорят на языке Лая-кха (Лая). Основное их занятие — разведение яков и террасное земледелие. Несмотря на высокогорье и суровые условия, поля дают урожай, снабжающий весь регион.
На север от Лая имеется перевал в Тибет высотой 5150 м 28°10′18″ с. ш. 89°38′13″ в. д.. Хотя перевал официально закрыт, через него проникают китайские товары, в частности алкоголь и сигареты.
Лая является населённым пунктом, расположенным выше других населённых пунктов в Бутане.